# Glass
Glass (bra: Vidro; prt: Glass) é um filme americano de 2019 dos gêneros suspense e super-herói, escrito, co-produzido e dirigido por M. Night Shyamalan. É a terceira e última parte do que foi referido como a trilogia Eastrail 177, que inclui Unbreakable (2000) e Split (2016). Bruce Willis e Samuel L. Jackson reprisaram seus papéis de Unbreakable, enquanto James McAvoy e Anya Taylor-Joy retornaram como seus personagens de Split, com adição de Sarah Paulson.
Embora houvesse interesse em criar uma continuação para Unbreakable, Touchstone Pictures optou por não financiar, apesar do sólido desempenho de bilheteria do filme. Shyamalan começou a escrever Split usando um personagem que ele havia escrito para Unbreakable, mas retirado do roteiro devido a problemas de equilíbrio. Shyamalan percebeu a oportunidade que teve de criar uma trilogia de obras e adaptou o final de Split para estabelecer o filme dentro da narrativa de Unbreakable. Isso incluía garantir os direitos de uso do personagem em Unbreakable, de Willis, da Disney, com a promessa de incluí-los na produção e distribuição desse terceiro filme, junto com a Universal Pictures, caso fosse feito.  Split foi um sucesso financeiro e crítico e, em abril de 2017, Shyamalan anunciou que havia iniciado o processo de produção de Glass.
O filme foi lançado em 18 de janeiro de 2019 pela Universal Pictures na América.

## Premissa
Após a conclusão de Split, David Dunn persegue a persona sobre-humana de Kevin Wendell Crumb. Eventualmente ambos são capturados por uma médica que os manda para uma clínica psiquiátrica que também mantém em cativeiro Elijah Price, e tem a autenticidade de suas habilidades sobre-humanas questionada.

## Elenco
- James McAvoy como Kevin Wendell Crumb / Fragmentado: Um jovem que sofre de transtorno dissociativo de identidade , que possui 23 personalidades e cuja química corporal muda com cada personalidade, resultando em uma personalidade 24 conhecida como "a Fera".
- Bruce Willis como David Dunn / Unbreakable Um ex-prodígio de futebol universitário transformou em segurança com força sobre-humana, resistência, invulnerabilidade e uma capacidade extra-sensorial para ver os crimes que as pessoas cometeram ao tocá-los.
- Samuel L. Jackson como Elijah Price / Sr. Vidro: Um assassino em massa encarcerado e teórico dos quadrinhos  com osteogênese imperfeita do Tipo I que foi entregue às autoridades depois que Dunn descobriu a extensão de seus crimes
- Anya Taylor-Joy como Casey Cooke: Uma jovem que foi sequestrada por uma das personalidades de Kevin como um potencial sacrifício para "A Fera", mas conseguiu sobreviver.
- Sarah Paulson como   Dra. Ellie Staple: Uma psiquiatra especializada em delírios de grandeza que trata pacientes convencidos de que são super-humanos.
- Spencer Treat Clark como Joseph Dunn: filho de David que acredita nas habilidades de seu pai desde que era criança, e o vê como um super-herói da vida real.
- Charlayne Woodard como a Sra Price: a mãe de Elijah que cuidava muito bem do filho e sempre dizia que ele era especial, não importava o que os outros dissessem.

## Produção

### Desenvolvimento
Após o lançamento do Unbreakable em 2000, rumores de possíveis sequências começaram a circular em diferentes entrevistas e em fansites de filmes. Em 2000, Bruce Willis foi citado como a esperança para uma trilogia Unbreakable. Em dezembro de 2000, o diretor / roteirista M. Night Shyamalan negou os rumores de que ele escreveu Unbreakable como a primeira parcela de uma trilogia, dizendo que ele não estava nem pensando nisso.  Em agosto de 2001, Shyamalan afirmou que, por causa das vendas bem-sucedidas de DVD, ele havia abordado a Touchstone Pictures sobre uma sequência de Unbreakable uma ideia que Shyamalan disse que o estúdio recusou por causa do desempenho decepcionante do filme na bilheteria. Em um artigo de setembro de 2008, Shyamalan e Samuel L. Jackson disseram que houve uma discussão sobre uma continuação quando o filme estava sendo feito, mas que a maioria chegou ao fim com a decepcionante bilheteria. Jackson disse que ainda estava interessado em uma continuação, mas Shyamalan não estava comprometido. Em fevereiro de 2010, Willis disse que Shyamalan "ainda estava pensando em fazer o filme de luta entre eu e Sam que iríamos fazer", e afirmou que, enquanto Jackson fosse capaz de participar, ele estaria "pronto para isso".
Shyamalan continuou a trabalhar em outros filmes depois do Unbreakable, e em 2016 ele lançou o Split. O principal antagonista de Split é Kevin Wendell Crumb, interpretado por James McAvoy, uma pessoa que sofre de transtorno dissociativo de identidade que afeta a química do corpo, adaptando-se a procedência de cada uma das personas separadas. Uma dessas personalidades é "A Fera", que faz com que o corpo de Crumb se transforme em um estado sobre-humano feroz, com o desejo de consumir aqueles que não tiveram uma situação traumática em suas vidas - aqueles que não consideram "quebrados". Crumb havia sido escrito no roteiro de Unbreakable, mas Shyamalan sentiu que havia problemas de equilíbrio com sua inclusão, e o removeu da história; Split foi efetivamente reescrito de algumas das cenas que ele havia planejado para Crumb expandido em uma imagem independente. 
A cena final de Split inclui a aparição de David Dunn, interpretado por Willis. Shyamalan incluiu Dunn aqui para conectar Split a Unbreakable, com Dunn aprendendo sobre a fuga de "A Fera", percebendo que existem outros super-humanos no mundo, como previsto pelo Sr. Vidro (Jackson). Ao incluir esta cena, ele percebeu que pode haver uma possibilidade de completar uma trilogia de filmes. Shyamalan declarou: "Espero que [um terceiro filme do Unbreakable] aconteça. A resposta é sim. Eu sou tão covarde às vezes. Eu não sei o que vai acontecer quando eu sair do meu quarto, uma semana depois que o filme for aberto." , para escrever o script, mas vou começar a escrever. [Eu tenho] um esboço realmente robusto, o que é bem intrincado. Mas agora os padrões para os meus esboços são mais altos. Eu preciso saber que já ganhei. estou quase lá, mas ainda não estou lá. "   Unbreakable foi produzido pela Touchstone Pictures, subsidiária da Walt Disney Studios, enquanto que a Split foi produzido através da Universal Pictures. Shyamalan tinha que obter permissão da Disney para a reutilização de Dunn. Shyamalan reuniu-se com Sean Bailey, Presidente da Walt Disney Studios, sobre o uso do personagem; chegaram a um acordo de cavalheiros onde Bailey concordou em permitir o uso do personagem no filme, sem o pagamento de uma taxa e Shyamalan prometeu que a Disney estaria envolvida em uma sequência, se desenvolvida.
Split foi recebido com sucesso de crítica e financeiro, e em fevereiro de 2017, Shyamalan afirmou que seu próximo filme seria o terceiro trabalho da trilogia Unbreakable / Split. Shyamalan terminou o roteiro até abril de 2017, anunciando que seria chamado Glass e com data de lançamento prevista para 18 de janeiro de 2019. A Universal distribuirá o filme na América do Norte e a Walt Disney Studios Motion Pictures vai distribuir o filme internacionalmente através do selo Buena Vista Internacional.

### Escolha do elenco
O elenco incluiu os atores de ambos os filmes: Bruce Willis, Samuel L. Jackson, Spencer Treat Clark, e Charlayne Woodard de Unbreakable e James McAvoy e Anya Taylor-Joy de Split, irão reprisar seus respectivos papéis em Glass. Sarah Paulson também se juntou ao elenco como uma nova personagem. Em novembro de 2017, Adam David Thompson se juntou ao elenco em um papel não revelado

### Filmagens
A filmagens principais do filme tiveram inicio em 2 de outubro de 2017, na Filadélfia, após uma semana de ensaios. Shyamalan planejou uma sessão de 39 dias neste período. Em 31 de outubro de 2017, foi relatado que Shyamalan estava filmando no Allentown State Hospital para o filme e estaria filmando lá por algumas semanas. Em 12 de dezembro de Shyamalan, revelou que 4 cenas estão sendo planejadas para serem filmadas em janeiro de 2018, afirmando que ele teria que viajar por elas. Em 16 de fevereiro de 2018, uma cena foi filmada no Bryn Mawr College, no centro atlético. Em 12 de julho de 2018, as primeiras fotos oficiais da produção foram divulgadas, incluindo fotos de Samuel L. Jackson, Sarah Paulson e James McAvoy. 